# Éscaro (Riaño)
Éscaro, pueblo perteneciente al municipio de Riaño y a la comarca de Valdeburón, en la provincia de León (España). Localidad destruida completamente en el verano de 1987 para la construcción del embalse de Riaño; junto con los pueblos vecinos de Huelde, Anciles, La Puerta, Pedrosa del Rey, Riaño, Salió, buena parte de Burón y Vegacerneja parcialmente.
Su patrona es la Virgen del Rosario (7 de octubre). En la actualidad esta festividad se celebra en la Iglesia de Nuestra Señora del Rosario, ubicada en Riaño y traída del también desaparecido pueblo de La Puerta.

## Historia

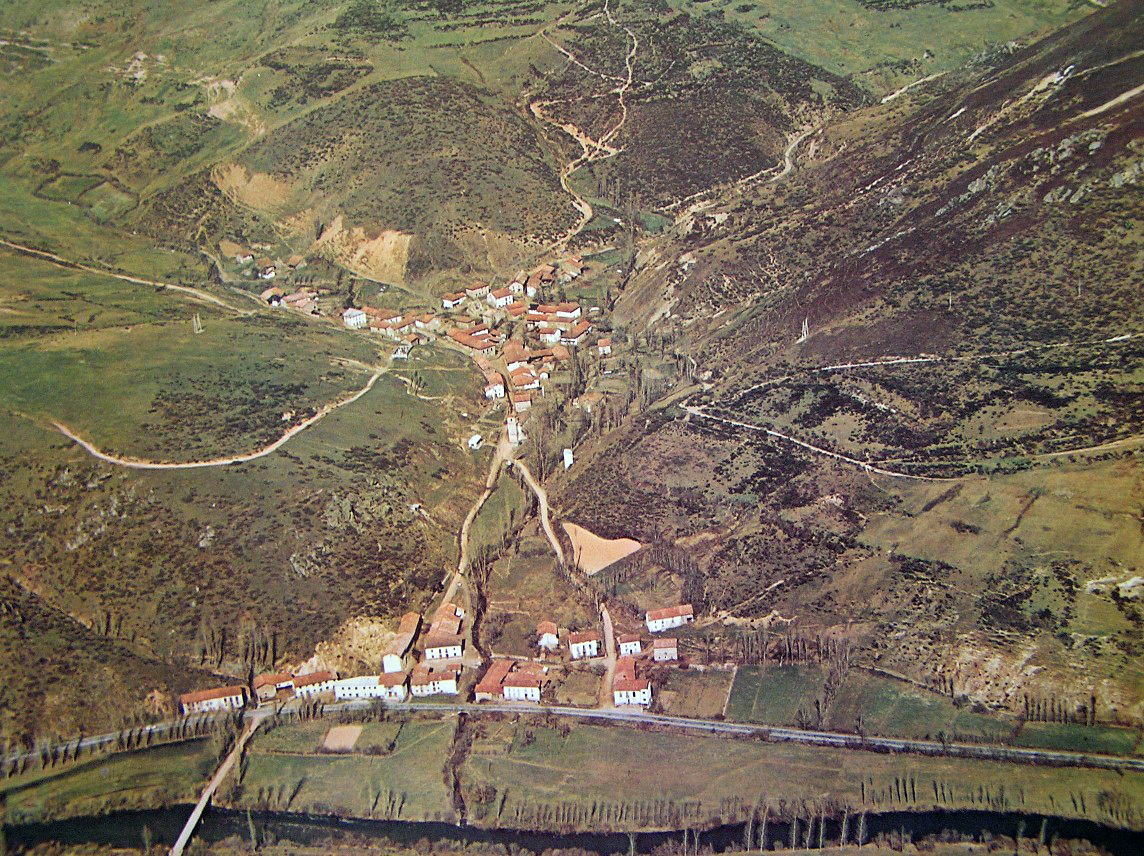
Fotografía panorámica de Éscaro en 1984. Localidad de la montaña leonesa de Riaño, actualmente bajo las aguas de un embalse

Testimoniado como Iscaro en año 970 de nuestra era. 
Unas pocas casas al lado derecho de la carretera constituyen el barrio de Abajo, relativamente moderno y surgido alrededor de un mesón que era refugio de arrieros y caminantes. Más hacia el interior, a unos trescientos metros, el
barrio de Arriba, el auténtico y tradicional Escaro, el posible descendiente del prerromano castro de "Las
Coronas" que, como a Florentino Agustín Díez, Académico de la Historia, nos obliga a decir: "Resultaría
del mayor interés trazar un mapa de los actuales pueblos leoneses, en relación con los antiguos
castros astures o celto-astures, cántabros también, para deducir después, con curiosas y obligadas líneas
de proyección, los naturales enlaces entre la comunidad aldeana que conocemos y el tronco más remoto
de que procede". Entre ambos barrios, una iglesia ambiciosa, un edificio concebido por el arquitecto
Torbado y construido en 1922, cuyo interior ha sido completamente remozado y pintado en 1984.
En el barrio de Arriba existen algunas casas de aspecto solariego, destacando extremadamente la que
fuera pertenencia de los Valbuena, ya en estado ruinoso en los últimos años de su existencia, que aparece rodeada por una cerca de mampostería sin demasiada calidad constructiva; sin embargo, su fachada, a pesar del abandono que denota y de ser obra reconstruida en el siglo XVII, inserta valiosísimos elementos de los últimos años del siglo XV,
tales como su portada, reminiscente del gótico, con amplio arco conopial y escudo entre la clave y la línea
de impostas. Igualmente interesante es la ventana que abre en la parte superior del cuerpo izquierdo, con
buena obra de cantería y cobijada en un alfiz moldurado con listel y adorno de bolas.
"Sería incalificable que este bello ejemplar de la arquitectura civil del siglo XV, no frecuente en la provincia
leonesa, se perdiera para siempre. Necesaria sería su restauración o, al menos, el salvamento de los
elementos referidos", gritaban las voces pidiendo su salvación cuando aún se estaba a tiempo. A pesar de ello, fue demolido sin contemplaciones en el fatídico verano de 1987.